# Star Trek: Az új nemzedék

A térváltás vizuális ábrázolása a sorozatban

A Star Trek: Az új nemzedék (Star Trek: The Next Generation; a rajongók körében gyakori rövidítése: TNG) egy tudományos-fantasztikus televíziós sorozat, amelyet Gene Roddenberry alkotott meg. A történet a 24. században játszódik, egy évszázaddal az eredeti sorozat után. Az új nemzedékben egy teljesen új hajónak, és annak legénységének kalandjait követhetjük nyomon.
Az első epizódot, az Encounter at Farpointot (Az emberiség nevében) 1987. szeptember 28-án vetítették le. Maga a sorozat 7 évadot élt meg, amely során 178 epizód készült. A befejező epizód 1994. május 23-án volt látható az amerikai televíziós csatornákon.
A sorozatot futása alatt majdnem egyedülálló módon több mint 50-szer jelölték Emmy-díjra, melyből összesen 18-at meg is kapott.

## A háttér
Gene Roddenberryt a Star Trek 1969-es kényszerű befejezése óta – mivel az NBC akkori vezetői nem találták a Star Treket méltónak a folytatásra – foglalkoztatta a gondolat, hogy egy új sorozatot készítsen. Korábban elvetették az eredeti sorozat folytatásának szánt Star Trek Phase II tévésorozat tervét.
1979-ben elkészült az első mozifilm az eredeti sorozat legénységével, melyet 1986-ig három folytatás követett. A Star Trek IV: A hazatérés hatalmas sikerén felbuzdulva a Paramount szabad kezet adott Roddenberry-nek egy új sorozat elkészítésére. Az új sorozatot szándékosan nem az eredeti folytatásának, hanem egy teljesen új koncepciónak, univerzumnak szánták, szakítva Kirk és legénységnek kalandjaival.

## A történet
|  | Alább a cselekmény részletei következnek! |

A sorozat történetei száz évvel az eredeti sorozat (és nyolcvan évvel a filmek) után játszódnak, egy más jellegű legénységgel és hajóval. Az USS Enterprise-D a Csillagflotta vadonatúj zászlóshajója és büszkesége, melyre gondosan válogatott legénységet helyezett az admiralitás. A kapitányi székben Jean-Luc Picard ül, egy francia származású, nagy diplomáciai képességekkel rendelkező veterán. Az ő hozzáállása teljesen elüt Kirk kapitány temperamentumos stílusától. Fegyverhez csak végső esetben nyúl, akkor, ha más lehetőség már nem kínálkozik a probléma megoldására. Sokan keményszívű embernek tartják, de miután tisztjei megismerik – és mi is – rájönnek, hogy ez nem így van. Mint minden kapitánynak, az ő gondolatai is mindig a hajó és annak legénysége biztonsága körül forognak. Picard alakja egyben meghatározza azt a világképet, melyet az Új nemzedék képvisel. A pozitív jövőt, a morált, az erkölcsiséget, és nem utolsósorban a bajtársiasságot.
Az elsőtiszt – William T. Riker – ellenben sokkal jobban hasonlít Kirk-re, jellemét, kissé "laza" hozzáállását és persze nőügyeit tekintve is. Az Új nemzedékben feltűnnek olyan posztok is, melyek az eredeti sorozatban nem voltak jelen, vagy nem kaptak különösebb hangsúlyt. Ilyen például a tanácsadónő – Deanna Troi – posztja, akinek a feladata a legénység morális gondjainak elemzése és – a nevében is benne van – a problémás esetekben tanácsadás is. A biztonsági részleg is nagyobb teret kapott az Új nemzedékben, melynek a vezetője egy litván származású nő, Natasha Yar. Őt a második szezontól a korábban taktikai poszton lévő klingon Worf váltja fel, aki az "emberarcú ellenséget" hivatott képviselni a hídon. A klingonok az Eredeti sorozat idején a Föderáció ellenségei voltak és az akkori Szovjetuniót jelképezték, azonban mára a Kithomeri egyezmény hatására, most már nem a Föderáció ellenfelei, igaz, barátai sem igazán.
Az eredeti sorozat óta eltelt idő alatt végbement technikai fejlődés jeleként az Enterprise-D fedélzetén egy android is helyet kapott. Data a hajó másodtisztje és a tudományos tiszti posztot is ellátja. Ő a sorozat Pinokkiója, aki szeretne ember lenni, ám ebbéli igyekezete mindig valami mulatságos, vagy kínos helyzetet idéz elő. McCoy doktor helyére egy nő kerül, Dr. Beverly Crusher, aki időnként nehezen tudja palástolni azokat az érzelmeket, melyeket Picard kapitány iránt érez. A főgépészi posztot is egy igen érdekes ember foglalja el. Geordi La Forge afrikai származású és születésétől fogva vak, de egy különleges szerkezettel, az ún. vizorral sokkal jobban lát, mint bárki más a legénységből.
Az Enterprise elsődleges feladata továbbra is az új világok felkutatása, és az űrjelenségek vizsgálata maradt. Sokszor találkoznak ellenséges fajokkal is, melyek közül a legjelentősebbek az alattomos ferengik, akik egy kereskedő faj képviselői, valamint az arrogáns romulánok, akik még mindig a Klingon Birodalom és a Föderáció elveszejtésén munkálkodnak. A későbbi szezonokban feltűnik két új ellenséges faj is. Ezek a kardassziaiak, egy militáns, diktatórikus rendszerben élő nép és minden fajok legfélelmetesebbike, a félig gép, félig humanoid Borg.
A Borg egy hatalmas űrcsatában – mely a Wolf 359 nevű csillagrendszernél zajlott le – megsemmisítette a Föderáció 40 csillaghajóját. Ezzel mintegy 11.000 embert és más fajhoz tartozó Csillagflotta tisztet ölt meg, óriási veszteséget okozva ezzel a Föderációnak. Az Enterprise sűrűn találkozik egy magát Q-nak nevező nagyhatalmú entitással is, aki sokszor megkeseríti a legénység életét (például az ő működésének eredménye a Borggal való találkozás is). Ezekből is látható, hogy a világűr csöppet sem lett barátságosabb az Eredeti Sorozat óta.
Az Enterprise ebben a sorozatban jóval inkább diplomata és felfedező funkciót lát el mint az eredeti sorozat hajója, sokkal kevésbé "hadihajó" jellegű és sokkal inkább koncentrál a legénység kényelmére, az esztétikailag szép és egyben high-tech berendezésekre. A 24. század kutatói már nem magányos felfedezők: az új Enterprise fedélzetén a legénység családtagjai is helyet kapnak, iskolákkal, kikapcsolódási lehetőségekkel együtt, így a hajó már egyfajta "űrben úszó várossá" válik. A sorozat egyik legnagyobb technológiai újítása a holofedélzet, mely segítségével bármilyen létező vagy képzeletbeli helyszín és kor megjeleníthető szórakozás, tanulás, edzés, kikapcsolódás stb. céljaira (ennek előzményét a rajzfilmsorozat egyik epizódjában már láthattuk).
Az Új nemzedék 7 évig uralta a képernyőt, majd átköltözött a mozivászonra, hogy ott folytassa az ismeretlen kutatását. Négy mozifilm készült kalandjaikról (Nemzedékek, Kapcsolatfelvétel, Űrlázadás, Nemezis), ezen kívül az Új nemzedék megkapta a legjobb sci-fi sorozatnak járó Emmy és Nebula díjakat is.

## Hatása
A Star Trek mára már nem csak a sorozatokat és mozifilmeket jelenti, hanem egy komplett kereskedelmi ágazat („franchise”) épült köré.

## Főszereplők
| Szereplő                                                         | Színész         | Magyar hang                                     |
| ---------------------------------------------------------------- | --------------- | ----------------------------------------------- |
| Jean-Luc Picard kapitány                                         | Patrick Stewart | Horányi László (TV3) Varga T. József (Viasat 3) |
| William T. Riker parancsnok                                      | Jonathan Frakes | Oberfrank Pál                                   |
| Data parancsnok-helyettes                                        | Brent Spiner    | Incze József (TV3) Németh Gábor (Viasat 3)      |
| Geordi La Forge alhadnagy / hadnagy / parancsnok-helyettes       | LeVar Burton    | Barát Attila                                    |
| Worf hadnagy                                                     | Michael Dorn    | Varga Tamás                                     |
| Dr. Beverly Crusher parancsnok, hajóorvos (1987-1988, 1989-1994) | Gates McFadden  | Rácz Kati                                       |
| Deanna Troi parancsnok-helyettes                                 | Marina Sirtis   | Tátrai Zita                                     |
| Natasha Yar hadnagy (1987-1988)                                  | Denise Crosby   | Juhász Róza                                     |
| Wesley Crusher zászlós (1987-1990)                               | Wil Wheaton     | Markovics Tamás                                 |
| Guinan bárfőnök (1988-1993)                                      | Whoopi Goldberg | Kocsis Mariann                                  |

## Megjelenés és szinkron
Magyarországon először a TV3 nevű csatorna kezdte sugározni a sorozatot 1998. október 24-én, ekkor volt Horányi László Picard kapitány és Incze József Data hangja. Az epizódok szombaton és vasárnap délutánonként kerültek adásba erősen kevert sorrendben. 1999 április 4-ig az első két évad epizódjai kerültek adásba. A folytatásra mivel a TV3 időközben megszűnt más csatornán került sor. 
A Viasat 3 csatorna - ahol eddigre már leadták a Voyager és a Deep Space Nine sorozatokat - 2002. október 11-én kezdte sugározni ismét a sorozatot új szinkronnal. Az új szinkronban Varga T. József volt Picard és Németh Gábor volt Data hangja, a többi karakter hangja nem változott, a korábban vetített epizódok fordítását a legtöbb rész esetén megtartották. A Viasat3 eleinte minden hétköznap délutánonként adta a sorozatot, később átkerült az esti órákba, majd megszünt a pénteki adás. A sorozat utolsó részei már szombaton délelőttönként a korábbi ismétlési időpontban kerültek bemutatásra, de legalább a teljes sorozat adásba került.

### A kapcsolódó mozifilmek szinkronjai
Az Új nemzedék mozifilmjei is követték az aktuális állapotokat, ez Picard hangján érezhető leginkább: az első mozifilm, a Star Trek: Nemzedékek 1994-es bemutatásakor még nem futott Magyarországon a sorozat, ezért akkor még nem alakulhatott ki a karakterek "jellegzetes" hangja, ekkor a szereplőknek ad hoc kellett hangokat találni. Picard-nak például Kránitz Lajos, Rikernek pedig Koroknay Géza volt a szinkronhangja. A második film, a Star Trek: Kapcsolatfelvétel már a sorozat TV3-as premierje idején, 1997-ben került bemutatásra, így az az annak megfelelő szinkronhangokat kapta, ennek megfelelően Picard hangja itt is Horányi László volt. A harmadik film, a Star Trek: Űrlázadás 2000-es itthoni bemutatásakor viszont a TV3 már megszűnt, ugyanakkor a Viasat még nem kezdett el sugározni, ekkor lett Varga T. József Picard hangja, és Data hangja is ekkor lett Németh Gábor. Ezután már a Viasaton is ezeken a hangokon szólaltak meg az ott újrainduló sorozatban, csakúgy mint a következő mozifilmben, a 2002-es Star Trek: Nemezis-ben is. A sorozatok bemutatója után is volt pár karakter, akinek különbözött a mozifilmes hangja a sorozatbelitől, de a sorozatban csak Picard és Data hangja változott a két bemutató alatt.

## Évadok

### 1. évad (1987–1988)
| Sorszám | Epizód cím                                                      | Csillagidő | Rendező                     | Író                                                                                    | Bemutató dátuma     | Magyarországi bemutató                                       |
| 1 2     | Az emberiség nevében (Encounter at Farpoint)                    | 41153.7    | Corey Allen                 | D. C. Fontana és Gene Roddenberry                                                      | 1987. szeptember 28 | 1998. október 24-25. (TV3) / 2002. október 11 - 14 (Viasat3) |
| 3       | A téboly (TV3) /Levetett gátlások (Viasat3) (The Naked Now)     | 41209.2    | Paul Lynch                  | Ötlet : John D. F. Black és J. Michael Bingham Forgatókönyv : J. Michael Bingham       | 1987. október 5     | 1998. október 31. / 2002. október 15.                        |
| 4       | Becsületkódex (Code of Honor)                                   | 41235.25   | Russ Mayberry és Les Landau | Katharyn Powers és Michael Baron                                                       | 1987. október 12    | 1998. november 1. / 2002. október 16.                        |
| 5       | Az őrszem (The Last Outpost)                                    | 41386.4    | Richard Colla               | Ötlet: Richard Krzmeien Forgatókönyv : Herbert Wright                                  | 1987. október 19    | 1998. november 14. / 2002. október 17.                       |
| 6       | Ahová még senki nem merészkedett (Where No One Has Gone Before) | 41263.1    | Rob Bowman                  | Diane Duane és Michael Reaves                                                          | 1987. október 26    | 1998. november 8. / 2002. október 18.                        |
| 7       | Idegenek közöttünk (Lonely Among Us)                            | 41249.3    | Cliff Bole                  | Ötlet: Michael Halperin Forgatókönyv : D. C. Fontana                                   | 1987. november 2    | 1998. november 15. / 2002. október 21.                       |
| 8       | Az ítélet "Justice"                                             | 41255.6    | James L. Conway             | Ötlet : Ralph Wills és Worley Thorne Forgatókönyv : Worley Thorne                      | 1987. november 9    | 1998. november 21. / 2002. október 22.                       |
| 9       | A csata "The Battle"                                            | 41723.9    | Rob Bowman                  | Ötlet : Larry Forrester Forgatókönyv : Herbert Wright                                  | 1987. november 16   | 1998. november 22. / 2002. október 23.                       |
| 10      | BújocsQ "Hide és Q"                                             | 41590.5    | Cliff Bole                  | Ötlet : C.J. Hollés Forgatókönyv : C.J. Hollés és Gene Roddenberry                     | 1987. november 23   | 1998. november 28. / 2002. október 24.                       |
| 11      | Haven "Haven"                                                   | 41294.5    | Richard Compton             | Ötlet : Tracy Tormé és Lan O'Kun Forgatókönyv : Tracy Tormé                            | 1987. november 30   | 1998. november 7. / 2002. október 25.                        |
| 12      | Elkéstél Dix "The Big Goodbye"                                  | 41997.7    | Joseph L. Scanlan           | Tracy Tormé                                                                            | 1988. január 11     | 1998. december 5. / 2002. október 28.                        |
| 13      | Datalore "Datalore"                                             | 41242.4    | Rob Bowman                  | Ötlet : Robert Lewin és Maurice Hurley Forgatókönyv : Robert Lewin és Gene Roddenberry | 1988. január 18     | 1998. december 6. / 2002. október 29.                        |
| 14      | Angyal Egy "Angel One"                                          | 41636.9    | Michael Rhoades             | Patrick Barry                                                                          | 1988. január 25     | 1998. december 12. / 2002. október 30.                       |
| 15      | Egy és Nulla "11001001"                                         | 41365.9    | Paul Lynch                  | Maurice Hurley és Robert Lewin                                                         | 1998. december 13.  | 1988. február 1. / 2002. október 31.                         |
| 16      | Vezeklés "Too Short a Season"                                   | 41309.5    | Rob Bowman                  | Ötlet : Michael Michaelian Forgatókönyv : Michael Michaelian és D. C. Fontana          | 1988. február 8     | 1998. november 29. / 2002. november 1.                       |
| 17      | Engedjétek hozzám a gyermekeket "When the Bough Breaks"         | 41509.1    | Kim Manners                 | Hannah Louise Shearer                                                                  | 1988. február 15    | 1998. december 20. / 2002. november 4.                       |
| 18      | Jelek a homokban "Home Soil"                                    | 41463.9    | Corey Allen                 | Ötlet : Karl Geurs, Ralph Sanchez és Robert Sabaroff Forgatókönyv : Robert Sabaroff    | 1988. február 22    | 1998. december 19. / 2002. november 5.                       |
| 19      | Vizsga és vizsgálat "Coming of Age"                             | 41416.2    | Mike Vejar                  | Sésy Fries                                                                             | 1988. március 14    | 1998. december 26. / 2002. november 6.                       |
| 20      | Dicsőséges szív "Heart of Glory"                                | 41503.7    | Rob Bowman                  | Ötlet : Maurice Hurley és Herbert Wright, D. C. Fontana Forgatókönyv : Maurice Hurley  | 1988. március 21    | 1998. december 27. / 2002. november 7.                       |
| 21      | A szabadság fegyvertára "The Arsenal of Freedom"                | 41798.2    | Les Landau                  | Ötlet : Maurice Hurley és Robert Lewin Forgatókönyv : Richard Manning és Hans Beimler  | 1988. április 11    | 1999. január 2. / 2002. november 8.                          |
| 22      | Szimbiózis "Symbiosis"                                          | Unknown    | Win Phelps                  | Ötlet : Robert Lewin Forgatókönyv : Robert Lewin & Richard Manning és Hans Beimler     | 1988. április 18    | 1999. január 9. / 2002. november 11.                         |
| 23      | A lecsupaszított gonosz "Skin of Evil"                          | 41601.3    | Joseph L. Scanlan           | Ötlet : Joseph Stefano Forgatókönyv : Joseph Stefano és Hannah Louise Shearer          | 1988. április 25    | 1999. január 3. / 2002. november 12.                         |
| 24      | Párizs mindig a miénk marad "We'll Always Have Paris"           | 41697.9    | Robert Becker               | Deborah Dean Davis és Hannah Louise Shearer                                            | 1988. május 2       | 1999. január 10. / 2002. november 13.                        |
| 25      | Összeesküvés "Conspiracy"                                       | 41775.5    | Cliff Bole                  | Ötlet : Robert Sabaroff Forgatókönyv : Tracy Tormé                                     | 1988. május 9       | 1999. január 16. / 2002. november 14.                        |
| 26      | A semleges zóna "The Neutral Zone"                              | 41986.0    | James L. Conway             | Ötlet : Deborah McIntyre & Mona Clee Forgatókönyv : Maurice Hurley                     | 1988. május 16      | 1999. január 17. / 2002. november 15.                        |

### 2. évad (1988–1989)
| Sorszám | Epizód cím                                                                                        | Csillagidő | Rendező           | Író | Bemutató dátuma   | Magyarországi bemutató                 |
| 1       | A gyermek "The Child"                                                                             | 42073.1    | Rob Bowman        | Jaron Summers, Jon Povill és Maurice Hurley                                                                | 1988. november 21 | 1999. január 23. / 2002. november 18.  |
| 2       | Ahol a csend honol / Kísérleti patkányok (TV3) "Where Silence Has Lease"                          | 42193.6    | Winrich Kolbe     | Jack B. Sowards                                                                                            | 1988. november 28 | 1999. január 24. / 2002. november 19.  |
| 3       | Sherlock Holmes legnagyobb kalandja / Magától értetődő, kedves Data (TV3) "Elementary, Dear Data" | 42286.3    | Rob Bowman        | Brian Alan Lane                                                                                            | 1988. december 5  | 1999. január 30. / 2002. november 20.  |
| 4       | A galád Okona "The Outrageous Okona"                                                              | 42402.7    | Robert Becker     | Ötlet : Les Menchen, Lance Dickson és David Léssberg Forgatókönyv : Burton Armus                           | 1988. december 12 | 1999. január 31. / 2002. november 21.  |
| 5       | A csend hatalma "Loud as a Whisper"                                                               | 42477.2    | Larry Shaw        | Jacqueline Zambrano                                                                                        | 1989. január 9    | 1999. február 7. / 2002. november 22.  |
| 6       | Tudathasadás "The Schizoid Man"                                                                   | 42437.5    | Les Lésau         | Ötlet : Richard Manning és Hans Beimler Forgatókönyv : Tracy Tormé                                         | 1989. január 23   | 1999. február 6. / 2002. november 25.  |
| 7       | Az idő vasfoga "Unnatural Selection"                                                              | 42494.8    | Paul Lynch        | John Mason és Mike Gray                                                                                    | 1989. január 30   | 1999. február 13. / 2002. november 26. |
| 8       | Becsületbeli ügy "A Matter of Honor"                                                              | 42506.5    | Rob Bowman        | Ötlet : Wésa M. Haight, Gregory Amos és Burton Armus Forgatókönyv : Burton Armus                           | 1989. február 6   | 1999. február 14. / 2002. november 27. |
| 9       | Mitől ember egy ember? "The Measure of a Man"                                                     | 42523.7    | Robert Scheerer   | Melinda M. Snodgrass                                                                                       | 1989. február 13  | 1999. február 20. / 2002. november 28. |
| 10      | Az uralkodó "The Dauphin"                                                                         | 42568.8    | Rob Bowman        | Scott Rubenstein és Leonard Mlodinow                                                                       | 1989. február 20  | 1999. február 21. / 2002. november 29. |
| 11      | A vírus "Contagion"                                                                               | 42609.1    | Joseph L. Scanlan | Steve Gerber és Beth Woods                                                                                 | 1989. március 20  | 1999. február 27. / 2002. december 2.  |
| 12      | A Royale "The Royale"                                                                             | 42625.4    | Cliff Bole        | Keith Mills                                                                                                | 1989. március 27  | 1999. február 28. / 2002. december 3.  |
| 13      | Az idő tényező "Time Squared"                                                                     | 42679.2    | Joseph L. Scanlan | Ötlet : Kurt Michael Bensmiller Forgatókönyv : Maurice Hurley                                              | 1989. április 3   | 1999. március 6. / 2002. december 4.   |
| 14      | Az Icarus tényező "The Icarus Factor"                                                             | 42686.4    | Robert Iscove     | Ötlet : David Assael Forgatókönyv : David Assael és Robert McCullough                                      | 1989. április 24  | 1999. március 7. / 2002. december 5.   |
| 15      | Hang a sötétből "Pen Pals"                                                                        | 42695.3    | Winrich Kolbe     | Ötlet : Hannah Louise Shearer Forgatókönyv : Melinda M. Snodgrass                                          | 1989. május 1     | 1999. március 13. / 2002. december 6.  |
| 16      | Kicsoda Q? / A géplények (TV3) "Q Who"                                                            | 42761.3    | Rob Bowman        | Maurice Hurley                                                                                             | 1989. május 8     | 1999. március 14. / 2002. december 9.  |
| 17      | Jó tett helyébe... "Samaritan Snare"                                                              | 42779.1    | Les Lésau         | Robert McCullough                                                                                          | 1989. május 15    | 1999. március 20. / 2002. december 10. |
| 18      | Két fél egy egész "Up the Long Ladder"                                                            | 42823.2    | Winrich Kolbe     | Melinda M. Snodgrass                                                                                       | 1989. május 22    | 1999. március 21. / 2002. december 11. |
| 19      | Férfivadászat "Manhunt"                                                                           | 42859.2    | Rob Bowman        | Terry Devereaux                                                                                            | 1989. június 19   | 1999. március 27. / 2002. december 12. |
| 20      | A titkos küldött "The Emissary"                                                                   | 42901.3    | Cliff Bole        | Ötlet : Richard Manning és Hans Beimler és Thomas H. Calder Forgatókönyv : Richard Manning és Hans Beimler | 1989. június 26   | 1999. március 28. / 2002. december 13. |
| 21      | Csúcsteljesítmény "Peak Performance"                                                              | 42923.4    | Robert Scheerer   | David Kemper                                                                                               | 1989. július 10   | 1999. április 3. / 2002. december 16.  |
| 22      | Szürkülő emlékek "Shades of Gray"                                                                 | 42976.1    | Rob Bowman        | Ötlet : Maurice Hurley Forgatókönyv : Maurice Hurley, Richard Manning és Hans Beimler                      | 1989. július 17   | 1999. április 4. / 2002. december 17.  |

### 3. évad (1989-1990)
| Sorszám | Epizód cím                                                | Csillagidő | Rendező            | Író | Bemutató dátuma     | Magyarországi bemutató |
| 1       | Evolúció "Evolution"                                      | 43125.8    | Winrich Kolbe      | Ötlet : Michael Piller és Michael Wagner Forgatókönyv : Michael Piller                                                                 | 1989. szeptember 25 | 2002. december 18.     |
| 2       | Sugárzó tehetség "The Ensigns of Commés"                  | 43133.3    | Cliff Bole         | Melinda M. Snodgrass | 1989. október 2     | 2002. december 19.     |
| 3       | A túlélők "The Survivors"                                 | 43152.4    | Les Lésau          | Michael Wagner | 1989. október 9     | 2002. december 20.     |
| 4       | Aki megfigyeli a megfigyelőket "Who Watches the Watchers" | 43173.5    | Robert Wiemer      | Richard Manning és Hans Beimler | 1989. október 16    | 2002. december 23.     |
| 5       | Kötelék "The Bonding"                                     | 43198.7    | Winrich Kolbe      | Ronald D. Moore | 1989. október 23    | 2002. december 24.     |
| 6       | A kelepce "Booby Trap"                                    | 43205.6    | Gabrielle Beaumont | Ötlet : Michael Wagner és Ron Roman Forgatókönyv : Ron Roman, Michael Piller és Richard Danus                                          | 1989. október 30    | 2002. december 25.     |
| 7       | Az ellenség "The Enemy"                                   | 43349.2    | David Carson       | David Kemper és Michael Piller | 1989. november 6    | 2003. január 22.       |
| 8       | A féregjárat "The Price"                                  | 43385.6    | Robert Scheerer    | Hannah Louise Shearer | 1989. november 13   | 2002. december 27.     |
| 9       | Gyilkos múlt "The Vengeance Factor"                       | 43421.9    | Timothy Bond       | Sam Rolfe | 1989. november 20   | 2002. december 30.     |
| 10      | A dezertőr "The Defector"                                 | 43462.5    | Robert Scheerer    | Ronald D. Moore | 1990. január 1      | 2002. december 31.     |
| 11      | A szökevény "The Hunted"                                  | 43489.2    | Cliff Bole         | Robin Bernheim | 1990. január 8      | 2003. január 1.        |
| 12      | A bunker "The High Ground"                                | 43510.7    | Gabrielle Beaumont | Melinda M. Snodgrass | 1990. január 29     | 2003. január 2.        |
| 13      | Deja Q "Déjà Q"                                           | 43539.1    | Les Lésau          | Richard Danus | 1990. február 5     | 2003. január 3.        |
| 14      | Nézőpont kérdése "A Matter of Perspective"                | 43610.4    | Cliff Bole         | Ed Zuckerman | 1990. február 12    | 2003. január 6.        |
| 15      | Egy hajó a múltból "Yesterday's Enterprise"               | 43625.2    | David Carson       | Ötlet : Trent Christopher Ganino és Eric A. Stillwell Forgatókönyv : Ira Steven Behr, Richard Manning, Hans Beimler és Ronald D. Moore | 1990. február 19    | 2003. január 7.        |
| 16      | Az utód "The Offspring"                                   | 43657.0    | Jonathan Frakes    | René Echevarria | 1990. március 12    | 2003. január 8.        |
| 17      | Az apák bűne "Sins of the Father"                         | 43685.2    | Les Lésau          | Ötlet : Drew Deighan Forgatókönyv : Ronald D. Moore és W. Reed Moran                                                                   | 1990. március 19    | 2003. január 9.        |
| 18      | A hűség határa "Allegiance"                               | 43714.1    | Winrich Kolbe      | Richard Manning és Hans Beimler | 1990. március 26    | 2003. január 10.       |
| 19      | Kimenőn a kapitány "Captain's Holiday"                    | 43745.2    | Chip Chalmers      | Ira Steven Behr | 1990. április 2     | 2003. január 13.       |
| 20      | A bádogember "Tin Man"                                    | 43779.3    | Robert Scheerer    | Dennis Putman Bailey[a] és David Bischoff                                                                                              | 1990. április 23    | 2003. január 14.       |
| 21      | Álomvilág "Hollow Pursuits"                               | 43807.4    | Cliff Bole         | Sally Caves | 1990. április 30    | 2003. január 15.       |
| 22      | A játékszer "The Most Toys"                               | 43872.2    | Timothy Bond       | Shari Goodhartz | 1990. május 7       | 2003. január 16.       |
| 23      | Sarek "Sarek"                                             | 43917.4    | Les Lésau          | Ötlet : Marc Cushman és Jake Jacobs Forgatókönyv : Peter S. Beagle                                                                     | 1990. május 14      | 2003. január 17.       |
| 24      | Édes hármas "Ménage à Troi"                               | 43930.7    | Robert Legato      | Fred Bronson és Susan Sackett | 1990. május 28      | 2003. január 20.       |
| 25      | Átváltozások "Transfigurations"                           | 43957.2    | Tom Benko          | René Echevarria | 1990. június 4      | 2003. január 21.       |
| 26      | Két világ legjava I "The Best of Both Worlds, Part I"     | 43989.1    | Cliff Bole         | Michael Piller | 1990. június 18     | 2003. január 23.       |

### 4. évad (1990-1991)
| Sorszám | Epizód cím                                              | Csillagidő | Rendező            | Író | Bemutató dátuma     | Magyarországi bemutató |
| 1       | Két világ legjava II "The Best of Both Worlds, Part II" | 44001.4    | Cliff Bole         | Michael Piller | 1990. szeptember 24 | 2003. január 24.       |
| 2       | Család "Family"                                         | 44012.3    | Les Lésau          | Ronald D. Moore | 1990. október 1     | 2003. január 27.       |
| 3       | Fívérek "Brothers"                                      | 44085.7    | Rob Bowman         | Rick Berman | 1990. október 8     | 2003. január 28.       |
| 4       | Emberré válás "Suddenly Human"                          | 44143.7    | Gabrielle Beaumont | Ötlet : Ralph Phillips Forgatókönyv : John Whelpley és Jeri Taylor                                                             | 1990. október 15    | 2003. január 29.       |
| 5       | Nem feledünk "Remember Me"                              | 44161.2    | Cliff Bole         | Lee Sheldon | 1990. október 22    | 2003. január 30.       |
| 6       | Hagyaték "Legacy"                                       | 44215.2    | Robert Scheerer    | Joe Menosky | 1990. október 29    | 2003. január 31.       |
| 7       | Becsület, kötelesség, család "Reunion"                  | 44246.3    | Jonathan Frakes    | Ötlet : Drew Deighan és Thomas Perry és Jo Perry Forgatókönyv : Thomas Perry, Jo Perry, Ronald D. Moore és Brannon Braga       | 1990. november 5    | 2003. február 3.       |
| 8       | Befejezetlen jövő "Future Imperfect"                    | 44286.5    | Les Lésau          | J. Larry Carroll és David Bennett Carren                                                                                       | 1990. november 12   | 2003. február 4.       |
| 9       | Az utolsó küldetés "Final Mission"                      | 44307.3    | Corey Allen        | Ötlet : Kacey Arnold-Ince Forgatókönyv : Kacey Arnold-Ince és Jeri Taylor                                                      | 1990. november 19   | 2003. február 5.       |
| 10      | Vakok földjén a félszemű "The Loss"                     | 44356.9    | Chip Chalmers      | Ötlet : Hilary J. Bader Forgatókönyv : Hilary J. Bader, Alan J. Adler és Vanessa Greene                                        | 1990. december 31   | 2003. február 6.       |
| 11      | Egy teljesen átlagos nap "Data's Day"                   | 44390.1    | Robert Wiemer      | Ötlet : Harold Apter Forgatókönyv : Harold Apter és Ronald D. Moore                                                            | 1991. január 7      | 2003. február 7.       |
| 12      | A háború áldozata "The Wounded"                         | 44429.6    | Chip Chalmers      | Ötlet : Stuart Charno és Sara Charno és Cy Chermak Forgatókönyv : Jeri Taylor                                                  | 1991. január 28     | 2003. február 10.      |
| 13      | Az ördög járandósága "Devil's Due"                      | 44474.5    | Tom Benko          | Ötlet : Philip LaZebnik és William Douglas Lansford Forgatókönyv : Philip LaZebnik                                             | 1991. február 4     | 2003. február 11.      |
| 14      | A rejtély kulcsa "Clues"                                | 44502.7    | Les Lésau          | Ötlet : Bruce D. Arthurs Forgatókönyv : Bruce D. Arthurs és Joe Menosky                                                        | 1991. február 11    | 2003. február 12.      |
| 15      | Kapcsolatfelvétel "First Contact"                       | 44575.2    | Cliff Bole         | Ötlet : Marc Scott Zicree Forgatókönyv : Dennis Russell Bailey, David Bischoff, Joe Menosky, Ronald D. Moore és Michael Piller | 1991. február 18    | 2003. február 13.      |
| 16      | A világegyetem gyermeke "Galaxy's Child"                | 44614.6    | Winrich Kolbe      | Ötlet : Thomas Kartozian Forgatókönyv : Maurice Hurley                                                                         | 1991. március 11    | 2003. február 14.      |
| 17      | Rémálmok "Night Terrors"                                | 44631.2    | Les Lésau          | Ötlet : Shari Goodhartz Forgatókönyv : Pamela Douglas és Jeri Taylor                                                           | 1991. március 18    | 2003. február 17.      |
| 18      | Identitás válság "Identity Crisis"                      | 44664.5    | Winrich Kolbe      | Ötlet : Timothy DeHaas Forgatókönyv : Brannon Braga                                                                            | 1991. március 25    | 2003. február 18.      |
| 19      | Az N-edik fok "The Nth Degree"                          | 44704.2    | Robert Legato      | Joe Menosky | 1991. április 1     | 2003. február 19.      |
| 20      | Qpidó "Qpid"                                            | 44741.9    | Cliff Bole         | Ötlet : Résee Russell és Ira Steven Behr Forgatókönyv : Ira Steven Behr                                                        | 1991. április 22    | 2003. február 20.      |
| 21      | Az áruló "The Drumhead"                                 | 44769.2    | Jonathan Frakes    | Jeri Taylor | 1991. április 29    | 2003. február 21.      |
| 22      | Egy emberöltő "Half a Life"                             | 44805.3    | Les Lésau          | Ötlet : Ted Roberts és Peter Allan Fields Forgatókönyv : Peter Allan Fields                                                    | 1991. május 6       | 2003. február 24.      |
| 23      | A gazdatest "The Host"                                  | 44821.3    | Marvin V. Rush     | Michel Horvat | 1991. május 13      | 2003. február 25.      |
| 24      | Lelkiszemek "The Mind's Eye"                            | 44885.5    | David Livingston   | Ötlet : Ken Schafer és René Echevarria Forgatókönyv : René Echevarria                                                          | 1991. május 27      | 2003. február 26.      |
| 25      | Elmélet és gyakorlat "In Theory"                        | 44932.3    | Patrick Stewart    | Joe Menosky és Ronald D. Moore                                                                                                 | 1991. június 3      | 2003. február 27.      |
| 26      | Jóvátétel I "Redemption, Part I"                        | 44995.3    | Cliff Bole         | Ronald D. Moore | 1991. június 17     | 2003. február 28.      |

### 5. évad (1991-1992)
| Sorszám | Epizód cím                                            | Csillagidő | Rendező            | Író | Bemutató dátuma     | Magyarországi bemutató |
| 1       | Jóvátétel II "Redemption, Part II"                    | 45021.3    | David Carson       | Ronald D. Moore                                                                                                  | 1991. szeptember 23 | 2003. március 3.       |
| 2       | Darmok "Darmok"                                       | 45047.2    | Winrich Kolbe      | Ötlet : Philip LaZebnik és Joe Menosky Forgatókönyv : Joe Menosky                                                | 1991. szeptember 30 | 2003. március 4.       |
| 3       | Ro zászlós "Ensign Ro"                                | 45076.3    | Les Lésau          | Ötlet : Rick Berman és Michael Piller Forgatókönyv : Michael Piller                                              | 1991. október 7     | 2003. március 5.       |
| 4       | Szilícium istenség "Silicon Avatar"                   | 45122.3    | Cliff Bole         | Ötlet : Lawrence V. Conley Forgatókönyv : Jeri Taylor                                                            | 1991. október 14    | 2003. március 6.       |
| 5       | A katasztrófa "Disaster"                              | 45156.1    | Gabrielle Beaumont | Ötlet : Ron Jarvis és Philip A. Scorza Forgatókönyv : Ronald D. Moore                                            | 1991. október 21    | 2003. március 7.       |
| 6       | A játék "The Game"                                    | 45208.2    | Corey Allen        | Ötlet : Susan Sackett, Fred Bronson és Brannon Braga Forgatókönyv : Brannon Braga                                | 1991. október 28    | 2003. március 10.      |
| 7       | Újraegyesítés I "Unification, Part I"                 | 45233.1    | Les Landau         | Ötlet : Rick Berman és Michael Piller Forgatókönyv : Jeri Taylor                                                 | 1991. november 4    | 2003. március 11.      |
| 8       | Újraegyesítés II "Unification, Part II"               | 45245.8    | Cliff Bole         | Ötlet : Rick Berman és Michael Piller Forgatókönyv : Michael Piller                                              | 1991. november 11   | 2003. március 12.      |
| 9       | Csak idő kérdése "A Matter of Time"                   | 45349.1    | Paul Lynch         | Rick Berman | 1991. november 18   | 2003. március 13.      |
| 10      | A kezdet mindig nehéz "New Ground"                    | 45376.3    | Robert Scheerer    | Ötlet : Sara Charno és Stuart Charno Forgatókönyv : Grant Rosenberg                                              | 1992. január 6      | 2003. március 14.      |
| 11      | Hős kultusz "Hero Worship"                            | 45397.3    | Patrick Stewart    | Ötlet : Hilary J. Bader Forgatókönyv : Joe Menosky                                                               | 1992. január 27     | 2003. március 17.      |
| 12      | Erőszak "Violations"                                  | 45429.3    | Robert Wiemer      | Ötlet : Shari Goodhartz, T. Michael és Pamela Gray Forgatókönyv : Pamela Gray és Jeri Taylor                     | 1992. február 3     | 2003. március 18.      |
| 13      | Az Édenkert túl szűk nekünk "The Masterpiece Society" | 45470.1    | Winrich Kolbe      | Ötlet : James Kahn és Adam Belanoff Forgatókönyv : Adam Belanoff és Michael Piller                               | 1992. február 10    | 2003. március 19.      |
| 14      | Félrevezetve "Conundrum"                              | 45494.2    | Les Lésau          | Ötlet : Paul Schiffer Forgatókönyv : Barry Schkolnick                                                            | 1992. február 17    | 2003. március 20.      |
| 15      | Gonosz lelkek "Power Play"                            | 45571.2    | David Livingston   | Ötlet : Paul Ruben és Maurice Hurley Forgatókönyv : René Balcer, Herbert Wright és Brannon Braga                 | 1992. február 24    | 2003. március 21.      |
| 16      | Etika "Ethics"                                        | 45587.3    | Chip Chalmers      | Ötlet : Sara Charno és Stuart Charno Forgatókönyv : Ronald D. Moore                                              | 1992. március 2     | 2003. március 24.      |
| 17      | Ahol bűn másnak lenni "The Outcast"                   | 45614.6    | Robert Scheerer    | Jeri Taylor | 1992. március 16    | 2003. március 25.      |
| 18      | Véges végtelen "Cause és Effect"                      | 45652.1    | Jonathan Frakes    | Brannon Braga | 1992. március 23    | 2003. március 26.      |
| 19      | Bajtársak "The First Duty"                            | 45703.9    | Paul Lynch         | Ronald D. Moore és Naren Shankar                                                                                 | 1992. március 30    | 2003. március 27.      |
| 20      | Élni tudni kell "Cost of Living"                      | 45733.6    | Winrich Kolbe      | Peter Allan Fields                                                                                               | 1992. április 20    | 2003. március 28.      |
| 21      | Holtomiglan "The Perfect Mate"                        | 45761.3    | Cliff Bole         | Ötlet : René Echevarria és Gary Perconte Forgatókönyv : Gary Perconte és Michael Piller                          | 1992. április 27    | 2003. március 31.      |
| 22      | A képzeletbeli barát "Imaginary Friend"               | 45852.1    | Gabrielle Beaumont | Ötlet : Jean Louise Matthias, Ronald Wilkerson és Richard Fliegel Forgatókönyv : Edithe Swensen és Brannon Braga | 1992. május 4       | 2003. április 1.       |
| 23      | Én, a borg "I, Borg"                                  | 45854.2    | Robert Lederman    | René Echevarria                                                                                                  | 1992. május 11      | 2003. április 2.       |
| 24      | A következő fázis "The Next Phase"                    | 45892.4    | David Carson       | Ronald D. Moore                                                                                                  | 1992. május 18      | 2003. április 3.       |
| 25      | Belső fény "The Inner Light"                          | 45944.1    | Peter Lauritson    | Ötlet : Morgan Gendel Forgatókönyv : Morgan Gendel és Peter Allan Fields                                         | 1992. június 1      | 2003. április 4.       |
| 26      | Az idő sodrában I "Time's Arrow, Part I"              | 45959.1    | Les Lésau          | Ötlet : Joe Menosky Forgatókönyv : Joe Menosky és Michael Piller                                                 | 1992. június 15     | 2003. április 7.       |

### 6. évad (1992-1993)
| Sorszám | Epizód cím                                    | Csillagidő | Rendező            | Író                                                                                       | Bemutató dátuma     | Magyarországi bemutató |
| 1       | Az idő sodrában II "Time's Arrow, Part II"    | 46001.3    | Les Lésau          | Ötlet : Joe Menosky Forgatókönyv : Jeri Taylor                                            | 1992. szeptember 21 | 2003. április 8.       |
| 2       | A félelem birodalma "Realm of Fear"           | 46041.1    | Cliff Bole         | Brannon Braga                                                                             | 1992. szeptember 28 | 2003. április 9.       |
| 3       | A nép embere "Man of the People"              | 46071.6    | Winrich Kolbe      | Frank Abatemarco                                                                          | 1992. október 5     | 2003. április 10.      |
| 4       | A múlt emlékei "Relics"                       | 46125.3    | Alexéser Singer    | Ronald D. Moore                                                                           | 1992. október 12    | 2003. április 11.      |
| 5       | Távoli tartomány "Schisms"                    | 46154.2    | Robert Wiemer      | Ötlet : Jean Louise Matthias és Ronald Wilkerson Forgatókönyv : Brannon Braga             | 1992. október 19    | 2003. április 14.      |
| 6       | Az igazi Q "True Q"                           | 46192.3    | Robert Scheerer    | René Echevarria                                                                           | 1992. október 26    | 2003. április 15.      |
| 7       | A kis csibészek "Rascals"                     | 46235.7    | Adam Nimoy         | Ötlet : Ward Botsford és Diana Dru Botsford és Michael Piller Forgatókönyv : Allison Hock | 1992. november 2    | 2003. április 16.      |
| 8       | Egy maréknyi Data "A Fistful of Datas"        | 46271.5    | Patrick Stewart    | Ötlet : Robert Hewitt Wolfe Forgatókönyv : Robert Hewitt Wolfe és Brannon Braga           | 1992. november 9    | 2003. április 17.      |
| 9       | Az élet fogalma "The Quality of Life"         | 46307.2    | Jonathan Frakes    | Naren Shankar                                                                             | 1992. november 16   | 2003. április 18.      |
| 10      | Titkos küldetés I "Chain of Commés, Part I"   | 46357.4    | Robert Scheerer    | Ötlet : Frank Abatemarco Forgatókönyv : Ronald D. Moore                                   | 1992. december 14   | 2003. április 21.      |
| 11      | Titkos küldetés II "Chain of Commés, Part II" | 46360.8    | Les Lésau          | Frank Abatemarco                                                                          | 1992. december 21   | 2003. április 22.      |
| 12      | A palackba zárt hajó "Ship in a Bottle"       | 46424.1    | Alexéser Singer    | René Echevarria                                                                           | 1993. január 25     | 2003. április 23.      |
| 13      | Aquiel "Aquiel"                               | 46461.3    | Cliff Bole         | Ötlet : Jeri Taylor Forgatókönyv : Brannon Braga és Ronald D. Moore                       | 1993. február 1     | 2003. április 24.      |
| 14      | Az ellenség arca "Face of the Enemy"          | 46519.1    | Gabrielle Beaumont | Ötlet : René Echevarria Forgatókönyv : Naren Shankar                                      | 1993. február 8     | 2003. április 25.      |
| 15      | A lehetőség "Tapestry"                        | Unknown    | Les Lésau          | Ronald D. Moore                                                                           | 1993. február 15    | 2003. április 28.      |
| 16      | Az elveszettek I "Birthright, Part I"         | 46578.4    | Winrich Kolbe      | Brannon Braga                                                                             | 1993. február 22    | 2003. április 29.      |
| 17      | Az elveszettek II "Birthright, Part II"       | 46579.2    | Dan Curry          | René Echevarria                                                                           | 1993. március 1     | 2003. április 30.      |
| 18      | Az én hajóm, az én váram "Starship Mine"      | 46682.4    | Cliff Bole         | Morgan Gendel                                                                             | 1993. március 29    | 2003. május 1.         |
| 19      | Lecke "Lessons"                               | 46693.1    | Robert Wiemer      | Ronald Wilkerson és Jean Louise Matthias                                                  | 1993. április 5     | 2003. május 5.         |
| 20      | A hajsza "The Chase"                          | 46731.5    | Jonathan Frakes    | Ötlet : Ronald D. Moore és Joe Menosky Forgatókönyv : Joe Menosky                         | 1993. április 26    | 2003. május 6.         |
| 21      | Elmeállapot "Frame of Mind"                   | 46778.1    | James L. Conway    | Brannon Braga                                                                             | 1993. május 3       | 2003. május 7.         |
| 22      | Gyanú "Suspicions"                            | 46830.1    | Cliff Bole         | Joe Menosky és Naren Shankar                                                              | 1993. május 10      | 2003. május 8.         |
| 23      | Törvényes örökös "Rightful Heir"              | 46852.2    | Winrich Kolbe      | Ötlet : James E. Brooks Forgatókönyv : Ronald D. Moore                                    | 1993. május 17      | 2003. május 12.        |
| 24      | A második esély "Second Chances"              | 46915.2    | LeVar Burton       | Ötlet : Michael A. Medlock Forgatókönyv : René Echevarria                                 | 1993. május 24      | 2003. május 13.        |
| 25      | Időszakadás "Timescape"                       | 46944.2    | Adam Nimoy         | Brannon Braga                                                                             | 1993. június 14     | 2003. május 14.        |
| 26      | Érzelmek zűrzavara "Descent, Part I"          | 46982.1    | Alexéser Singer    | Ötlet : Jeri Taylor Forgatókönyv : Ronald D. Moore                                        | 1993. június 21     | 2003. május 15.        |

### 7. évad (1993-1994)
| Sorszám | Epizód cím                                   | Csillagidő | Rendező            | Író                                                                                         | Bemutató dátuma     | Magyarországi bemutató |
| 1       | Érzelmek zűrzavara II "Descent, Part II"     | 47025.4    | Alexéser Singer    | René Echevarria                                                                             | 1993. szeptember 20 | 2003. május 19.        |
| 2       | Diplomácia "Liaisons"                        | Unknown    | Cliff Bole         | Ötlet : Roger Eschbacher és Jaq Greenspon Forgatókönyv : Jeanne Carrigan-Fauci és Lisa Rich | 1993. szeptember 27 | 2003. május 20.        |
| 3       | A hasonmás "Interface"                       | 47215.5    | Robert Wiemer      | Joe Menosky                                                                                 | 1993. október 4     | 2003. május 21.        |
| 4       | Sakkjátszma I "Gambit, Part I"               | 47135.2    | Peter Lauritson    | Ötlet : Christopher Hatton és Naren Shankar Forgatókönyv : Naren Shankar                    | 1993. október 11    | 2003. május 22.        |
| 5       | Sakkjátszma II "Gambit, Part II"             | 47160.1    | Alexéser Singer    | Ötlet : Naren Shankar Forgatókönyv : Ronald D. Moore                                        | 1993. október 18    | 2003. május 26.        |
| 6       | Rémálmok "Phantasms"                         | 47225.7    | Patrick Stewart    | Brannon Braga                                                                               | 1993. október 25    | 2003. május 27.        |
| 7       | Sötét folt "Dark Page"                       | 47254.1    | Les Lésau          | Hilary J. Bader                                                                             | 1993. november 1    | 2003. május 28.        |
| 8       | Kötelék "Attached"                           | 47304.2    | Jonathan Frakes    | Nicholas Sagan                                                                              | 1993. november 8    | 2003. május 29.        |
| 9       | A természet ereje "Force of Nature"          | 47310.2    | Robert Lederman    | Naren Shankar                                                                               | 1993. november 15   | 2003. június 7.        |
| 10      | Öröklődés "Inheritance"                      | 47410.2    | Robert Scheerer    | Ötlet : Dan Koeppel Forgatókönyv : Dan Koeppel és René Echevarria                           | 1993. november 22   | 2003. június 7.        |
| 11      | Párhuzam "Parallels"                         | 47391.2    | Robert Wiemer      | Brannon Braga                                                                               | 1993. november 29   | 2003. június 8.        |
| 12      | A Pegazus "The Pegasus"                      | 47457.1    | LeVar Burton       | Ronald D. Moore                                                                             | 1994. január 10     | 2003. június 8.        |
| 13      | Hazatérés "Homeward"                         | 47423.9    | Alexéser Singer    | Ötlet : Spike Steingasser Forgatókönyv : Naren Shankar                                      | 1994. január 17     | 2003. június 14.       |
| 14      | Titkos szerető "Sub Rosa"                    | Unknown    | Jonathan Frakes    | Ötlet : Jeri Taylor Forgatókönyv : Brannon Braga                                            | 1994. január 31     | 2003. június 14.       |
| 15      | Az előléptetés "Lower Decks"                 | 47566.7    | Gabrielle Beaumont | Ötlet : Ronald Wilkerson és Jean Louise Matthias Forgatókönyv : René Echevarria             | 1994. február 7     | 2003. június 15.       |
| 16      | Memóriazavar "Thine Own Self"                | 47611.2    | Winrich Kolbe      | Ötlet : Christopher Hatton Forgatókönyv : Ronald D. Moore                                   | 1994. február 14    | 2003. június 15.       |
| 17      | Álarcok "Masks"                              | 47615.2    | Robert Wiemer      | Joe Menosky                                                                                 | 1994. február 21    | 2003. június 21.       |
| 18      | Más szemével "Eye of the Beholder"           | 47622.1    | Cliff Bole         | Ötlet : Brannon Braga Forgatókönyv : René Echevarria                                        | 1994. február 28    | 2003. június 21.       |
| 19      | A teremtés "Genesis"                         | 47653.2    | Gates McFadden     | Brannon Braga                                                                               | 1994. március 21    | 2003. június 22.       |
| 20      | Az út végén "Journey's End"                  | 47751.2    | Corey Allen        | Ronald D. Moore                                                                             | 1994. március 28    | 2003. június 22.       |
| 21      | Elsőszülött "Firstborn"                      | 47779.4    | Jonathan West      | Ötlet : Mark Kalbfeld Forgatókönyv : René Echevarria                                        | 1994. április 25    | 2003. június 28.       |
| 22      | Vérvonal "Bloodlines"                        | 47829.1    | Les Lésau          | Nicholas Sagan                                                                              | 1994. május 2       | 2003. június 28.       |
| 23      | Vészhelyzet "Emergence"                      | 47869.2    | Cliff Bole         | Ötlet : Brannon Braga Forgatókönyv : Joe Menosky                                            | 1994. május 9       | 2003. június 29.       |
| 24      | Megelőző csapás "Preemptive Strike"          | 47941.7    | Patrick Stewart    | Ötlet : Naren Shankar Forgatókönyv : René Echevarria                                        | 1994. május 16      | 2003. június 29.       |
| 25 26   | Minden jó, ha jó a vége "All Good Things..." | 47988      | Winrich Kolbe      | Ronald D. Moore és Brannon Braga                                                            | 1994. május 23      | 2003. július 5.        |

## Bakik
- A Conundrum  című epizód 25-ik percében a hídon játszódó jelenetnél felülről nagyon feltűnően belóg egy fekete mikrofon.
- Technikai hiba miatt 2002. december 26-án Az ellenség című epizód (3. évad 7. rész) vetítése elmaradt, a pótlásra a szezonzáró előtti napon 2003 január 22-én került sor.